# Burchard I van Vendôme
Burchard I van Vendôme bijgenaamd de Eerbiedwaardige of de Oude (overleden te Saint-Maur-des-Fossés op 9 januari 1007) was van 956/967 tot aan zijn dood graaf van Vendôme. Hij behoorde tot het huis der Burchardiden.

## Levensloop
Burchard I was de zoon van Burchard Ratepilate, de oudst bekende graaf van Vendôme, en diens onbekend gebleven echtgenote. Hij werd door zijn ouders naar het hof van Hugo de Grote, de hertog van Bourgondië, gestuurd en raakte er bevriend met diens zoon Hugo Capet, die later koning van Frankrijk werd. Tijdens het bewind van Hugo Capet zou Burchard I een van diens trouwste vazallen worden.
Na de dood van zijn vader tussen 956 en 967 erfde Burchard het graafschap Vendôme. Toen Hugo Capet, die in die periode nog hertog van de Franken was, de verstevigde plaatsen Corbeil en Melun onder de controle van een vertrouweling wilde plaatsen, greep Burchard zijn kans. Rond het jaar 973 huwde hij met Elisabeth Le Riche, weduwe van graaf Aymon van Corbeil. Door dit huwelijk werd Burchard dus graaf van Corbeil. Ter gelegenheid daarvan schonk Hugo Capet hem ook het burggraafschap Melun, het graafschap Parijs en de Abdij van Saint-Maur-des-Fossés. Door het bezit van Corbeil en Melun controleerde Burchard voortaan de toegangswegen naar Parijs. Ook liet hij aan de rivier Essonne het kasteel van La Ferté-Alais bouwen.
In 987 werd Hugo Capet koning van Frankrijk. Om het hoofd te bieden aan de binnenlandse spanningen, benoemde hij Burchard tot graaf van Parijs. Ook liet hij zijn nog minderjarige zoon Robert II tot medekoning kronen, om de kansen voor de opvolging van zijn zoon te vergroten. Bovendien stelde Hugo Capet een regentenraad aan voor het geval dat hij zou sterven voor zijn zoon meerderjarig was. Onder andere Burchard maakte deel uit van deze regentenraad.
In 991 nam graaf Odo I van Blois Melun in door burggraaf Wouter, een leenman van Burchard, om te kopen. Omdat Melun koninklijk domein was, riep Hugo Capet de hulp in van graaf Fulco III van Anjou, de schoonzoon van Burchard, en hertog Richard I van Normandië om het gebied te heroveren. Het leger van Fulco III en Richard I kon de stadswallen vernietigen en Melun innemen. Terwijl Odo I van Blois op de vlucht sloeg, werden burggraaf Wouter en zijn echtgenote opgehangen. Hetzelfde jaar verdedigde Burchard op het Concilie van Reims de belangen van Hugo Capet tegen aartsbisschop Arnulf van Reims, die beschuldigd werd van verraad tegenover de Franse koning. Blijkbaar was dit zo succesvol dat zijn zoon Reinoud door Hugo Capet tot bisschop van Parijs werd benoemd.
Burchard I van Vendôme overleed in 1007, nadat hij zich als monnik had teruggetrokken in de Abdij van Saint-Maur-des-Fossés. Hij werd begraven op een ereplaats in de kapittelzaal van de abdij. Vendôme en Melun werden geërfd door zijn zoon Reinoud, terwijl Corbeil geërfd werd door Mauger, die gehuwd was met een dochter van zijn voorganger Aymon. De functie van graaf van Parijs werd dan weer afgeschaft.

## Nakomelingen
Burchard en zijn echtgenote Elisabeth kregen volgende kinderen:
- Burchard, burggraaf van Melun, overleed voor zijn vader
- Elisabeth (overleden in 1000), huwde met graaf Fulco III van Anjou.
- Reinoud (overleden in 1017), bisschop van Parijs en graaf van Vendôme